# ماغي هوغن
ماغي هوغن (بالإنجليزية: Maggie Hogan) هي راكبة الكنو أمريكية، ولدت في 1979 في فيلادلفيا في الولايات المتحدة.

## وصلات خارجية
- ماغي هوغن على موقع الاتحاد الدولي للكانو (الإنجليزية)
- ماغي هوغن على موقع اللجنة الأولمبية الدولية (الإنجليزية)
- ماغي هوغن على موقع أوليمبيديا (الإنجليزية)